# Élections aux Cortes de Castille-La Manche de 2003
Les élections aux Cortes de Castille-La Manche de 2003 (en espagnol : Elecciones a las Cortes de Castilla-La Mancha de 2003) se sont tenues le dimanche 25 mai 2003 afin d'élire les quarante-sept députés de la sixième législature des Cortes de Castille-La Manche, parlement de la communauté.
Le scrutin voit la victoire du Parti socialiste de Castille-La Manche-PSOE (PSCM-PSOE), qui remporte le meilleur résultat de son histoire avec les trois cinquièmes des sièges.

## Contexte
La Castille-La Manche est gouvernée par les socialistes depuis 1983, mais leur hégémonie avait été mise à mal par les conservateurs, qui avaient remporté les européennes de 1994, les municipales de 1995 et les élections législatives de 1996.
Cependant, lors des précédentes élections du 13 juin 1999, le PSCM-PSOE retrouve sa domination sur la communauté autonome. Avec un résultat de 54,2 % des voix, il s'empare de 26 députés sur 47 et consolide sa majorité absolue. Le Parti populaire de Castille-La Manche (PPCLM), dirigé par le maire de Tolède Agustín Conde, 34 ans, reflue jusqu'à 41 % des suffrages et 21 parlementaires. La Gauche unie de Castille-La Manche (IU-CLM) se retrouve quant à elle exclue de l'hémicycle, après huit années de présence parlementaire.
Au cours des élections municipales organisées le même jour, les socialistes redressent nettement la barre puisqu'ils repassent en tête avec 46,3 % des voix, contre 42,5 % aux conservateurs. Si le centre droit conserve les mairies de Ciudad Real, Guadalajara et Tolède, il ne s'impose que dans trois autres grandes villes. Le centre gauche en contrôle pour sa part sept, dont Albacete et Cuenca, reprises au PP. De la sorte, le PSOE retrouve la présidence de quatre députations provinciales, seule celle de Tolède lui échappant, alors qu'il n'en contrôlait plus une seule avant les élections.
Par ailleurs, les élections européennes qui se tiennent simultanément laissent apparaître un ordre d'arrivée différent, puisque le Parti populaire engrange 47,4 % des voix dans la communauté autonome, le Parti socialiste recevant 45,5 % des suffrages.
Ce scénario va se répéter avec une différence nettement amplifiée au cours des élections législatives du 12 mars 2000. Les conservateurs, de nouveau en tête, totalisent dans les cinq provinces 52,4 % des voix, ce qui leur donne 12 des 20 sièges à pourvoir au Congrès des députés. Deuxièmes, les socialistes remportent 40,8 % des suffrages et les 8 mandats restants.
À l'occasion du XXXVe congrès fédéral du PSOE, en juillet 2000, José Bono décide de se porter candidat au secrétariat général, en succession de Joaquín Almunia, démissionnaire après avoir été défait aux élections législatives. Disposant du soutien de l'appareil, il est battu, contre toute attente, par le jeune député rénovateur José Luis Rodríguez Zapatero, qui le devance de neuf voix au vote des délégués. Il refuse ensuite de prendre la présidence – honorifique – du parti.
Au mois de mai 2002, une crise voit le jour au sein du PPCLM avec la démission d'Agustín Conde de la présidence, à la suite d'un mauvais sondage concernant l'élection régionale de 2003. L'appareil du parti souhaite faire appel à Luis de Grandes, député de Guadalajara et porte-parole du PP au Congrès des députés, mais ce dernier refuse d'être chef de file électoral. Le secrétaire général du parti Javier Arenas adopte alors une solution bicéphale, qui voit le retour du maire de Tolède José Manuel Molina à la présidence du PPCLM, et l'investiture d'Adolfo Suárez Illana, membre de la direction nationale et fils d'Adolfo Suárez, comme chef de file pour le scrutin de 2003.

## Mode de scrutin

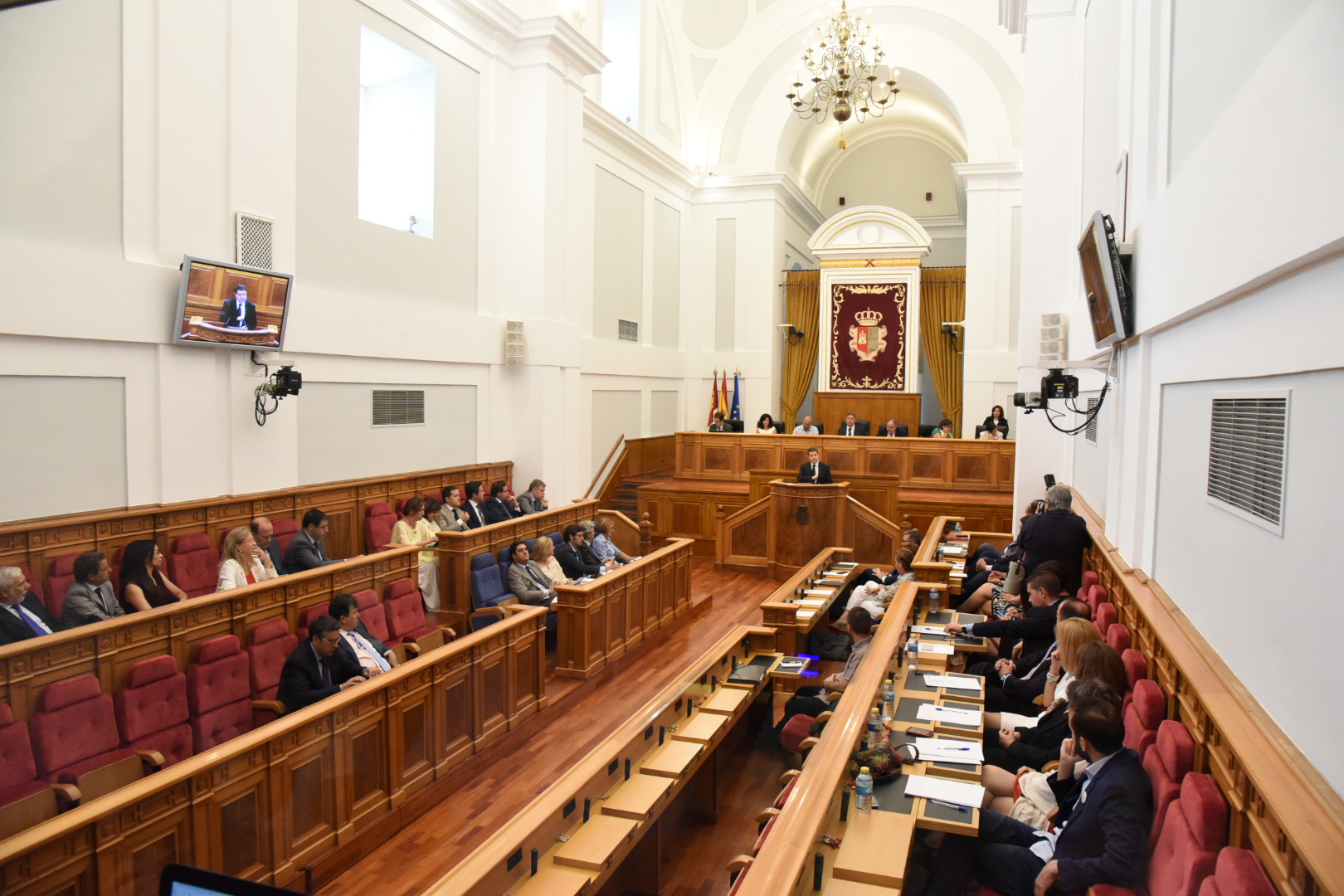
Salle des séances des Cortes de Castille-La Manche.

Les Cortes de Castille-La Manche (en espagnol : Cortes de Castilla-La Mancha) se composent de 47 députés, élus pour un mandat de quatre ans au suffrage universel direct, suivant le scrutin proportionnel à la plus forte moyenne d'Hondt.
Chaque province constitue une circonscription, à raison de 10 sièges pour Albacete, 11 sièges pour Ciudad Real, 8 sièges pour Cuenca, 7 sièges pour Guadalajara et 11 sièges pour Tolède. Seules les forces politiques – partis, coalitions, indépendants – ayant remporté au moins 3 % des suffrages exprimés au niveau d'un territoire provincial participent à la répartition des sièges.

## Campagne

### Partis et chefs de file
| Force politique | Force politique                                                                           | Chef de file                      | Idéologie                                         | Score en 1999              |
| --------------- | ----------------------------------------------------------------------------------------- | --------------------------------- | ------------------------------------------------- | -------------------------- |
|                 | Parti socialiste de Castille-La Manche-PSOE Partido Socialista de Castilla-La Mancha-PSOE | José Bono (Président de la Junte) | Centre gauche Social-démocratie, progressisme     | 54,2 % des voix 26 députés |
|                 | Parti populaire de Castille-La Manche Partido Popular de Castilla-La Mancha               | Adolfo Suárez Illana              | Centre droit Conservatisme, démocratie chrétienne | 41 % des voix 21 députés   |

## Résultats

### Voix et sièges
|                          |                                          |           |       |      |        |               |  |  |  |  |  |  |  |  |
| Parti                    | Parti                                    | Voix      | %     | +/-  | Sièges | +/-           |  |  |  |  |  |  |  |  |
|                          | Parti socialiste ouvrier espagnol (PSOE) | 634 132   | 57,83 | 4,41 | 29     | 3             |  |  |  |  |  |  |  |  |
|                          | Parti populaire (PP)                     | 402 047   | 36,66 | 3,74 | 18     | 3             |  |  |  |  |  |  |  |  |
|                          | Gauche unie (IU)                         | 33 413    | 3,05  | 0,36 | 0      | en stagnation |  |  |  |  |  |  |  |  |
|                          | Terre du peuple (TC)                     | 2 187     | 0,20  | 0,03 | 0      | en stagnation |  |  |  |  |  |  |  |  |
|                          | Les Verts-Groupe vert (LV-GV)            | 1 684     | 0,15  | 0,05 | 0      | en stagnation |  |  |  |  |  |  |  |  |
|                          | Indépendants pour Cuenca (ixC)           | 1 658     | 0,15  | Nv.  | 0      | en stagnation |  |  |  |  |  |  |  |  |
|                          | Unité castillane (UdCa)                  | 1 344     | 0,12  | Nv.  | 0      | en stagnation |  |  |  |  |  |  |  |  |
|                          | Autres partis                            | 5 565     | 0,51  | -    | 0      | -             |  |  |  |  |  |  |  |  |
|                          | Vote blanc                               | 14 554    | 1,33  | 0,09 |        |               |  |  |  |  |  |  |  |  |
|                          |                                          |           |       |      |        |               |  |  |  |  |  |  |  |  |
| Suffrages exprimés       | Suffrages exprimés                       | 1 096 584 | 99,32 |      |        |               |  |  |  |  |  |  |  |  |
| Votes nuls               | Votes nuls                               | 7 534     | 0,68  |      |        |               |  |  |  |  |  |  |  |  |
| Total                    | Total                                    | 1 104 118 | 100   | -    | 47     | en stagnation |  |  |  |  |  |  |  |  |
| Abstention               | Abstention                               | 344 171   | 23,76 |      |        |               |  |  |  |  |  |  |  |  |
| Inscrits / participation | Inscrits / participation                 | 1 448 289 | 76,24 |      |        |               |  |  |  |  |  |  |  |  |

#### Par circonscription
|             |             |         |         |        |               |         |         |        |               |         |         |        |               |         |         |        |               |         |         |        |               |  |  |  |  |
| Sièges      | Sièges      | 10      | 10      | 10     | en stagnation | 11      | 11      | 11     | en stagnation | 8       | 8       | 8      | en stagnation | 7       | 7       | 7      | en stagnation | 11      | 11      | 11     | en stagnation |  |  |  |  |
|             |             |         |         |        |               |         |         |        |               |         |         |        |               |         |         |        |               |         |         |        |               |  |  |  |  |
|             |             | Nombre  | Nombre  | %      | %             | Nombre  | Nombre  | %      | %             | Nombre  | Nombre  | %      | %             | Nombre  | Nombre  | %      | %             | Nombre  | Nombre  | %      | %             |  |  |  |  |
| Inscrits    | Inscrits    | 297 681 | 297 681 | 100,00 | 100,00        | 391 855 | 391 855 | 100,00 | 100,00        | 165 543 | 165 543 | 100,00 | 100,00        | 147 799 | 147 799 | 100,00 | 100,00        | 445 411 | 445 411 | 100,00 | 100,00        |  |  |  |  |
| Abstentions | Abstentions | 77 211  | 77 211  | 25,94  | 25,94         | 102 667 | 102 667 | 26,20  | 26,20         | 31 083  | 31 083  | 18,78  | 18,78         | 36 112  | 36 112  | 24,43  | 24,43         | 97 098  | 97 098  | 21,80  | 21,80         |  |  |  |  |
| Votants     | Votants     | 220 470 | 220 470 | 74,06  | 74,06         | 289 188 | 289 188 | 73,80  | 73,80         | 134 460 | 134 460 | 81,22  | 81,22         | 111 687 | 111 687 | 75,57  | 75,57         | 348 313 | 348 313 | 78,20  | 78,20         |  |  |  |  |
| Nuls        | Nuls        | 1 375   | 1 375   | 0,62   | 0,62          | 2 070   | 2 070   | 0,72   | 0,72          | 1 199   | 1 199   | 0,89   | 0,89          | 736     | 736     | 0,66   | 0,66          | 2 154   | 2 154   | 0,62   | 0,62          |  |  |  |  |
| Exprimés    | Exprimés    | 219 095 | 219 095 | 99,38  | 99,38         | 287 118 | 287 118 | 99,28  | 99,28         | 133 261 | 133 261 | 99,11  | 99,11         | 110 951 | 110 951 | 99,34  | 99,34         | 346 159 | 346 159 | 99,38  | 99,38         |  |  |  |  |
|             |             |         |         |        |               |         |         |        |               |         |         |        |               |         |         |        |               |         |         |        |               |  |  |  |  |
| Partis      | Partis      | Voix    | %       | Sièges | +/−           | Voix    | %       | Sièges | +/−           | Voix    | %       | Sièges | +/−           | Voix    | %       | Sièges | +/-           | Voix    | %       | Sièges | +/-           |  |  |  |  |
|             | PSOE        | 127 148 | 58,03   | 6      | en stagnation | 173 455 | 60,41   | 7      | 1             | 71 909  | 53,96   | 5      | 1             | 58 158  | 52,42   | 4      | en stagnation | 203 462 | 58,78   | 7      | 1             |  |  |  |  |
|             | PP          | 79 672  | 36,36   | 4      | en stagnation | 99 350  | 34,60   | 4      | 1             | 54 219  | 40,69   | 3      | 1             | 43 673  | 39,36   | 3      | en stagnation | 125 133 | 36,15   | 4      | 1             |  |  |  |  |
|             | IU          | 7 635   | 3,48    | 0      | en stagnation | 7 922   | 2,76    | 0      | en stagnation | 2 872   | 2,16    | 0      | en stagnation | 5 086   | 4,58    | 0      | en stagnation | 9 898   | 2,86    | 0      | en stagnation |  |  |  |  |
|             | Autres      | 1 241   | 0,57    |        |               | 2 717   | 0,95    |        |               | 2 350   | 1,76    |        |               | 2 033   | 1,83    |        |               | 4 097   | 1,18    |        |               |  |  |  |  |
|             | Blanc       | 3 399   | 1,55    | 3 674  | 1,28          | 1 911   | 1,43    | 2 001  | 1,80          | 3 569   | 1,03    |        |               |         |         |        |               |         |         |        |               |  |  |  |  |

### Analyse
Cette élection est marquée par un record de participation, puisque 56 000 inscrits de plus qu'en 1999 se déplacent aux urnes, le nombre de votants dépassant ainsi le chiffre de 1 100 000.
C'est au Parti socialiste de Castille-La Manche-PSOE que profite cette embellie, puisque la formation du « baron socialiste » José Bono engrange 83 000 voix nouvelles et dépasse les 55 % des voix, une première et un fait unique dans l'histoire régionale. Ainsi, les socialistes contrôlent 29 députés, soit plus de 60 % des sièges des Cortes, un record jamais égalé. Non contents de réaliser le grand chelem dans les cinq provinces pour la troisième fois, dont la deuxième consécutive, ils emportent une majorité absolue dans chaque province, alors que la province de Guadalajara leur avait toujours fait défaut de ce point de vue.
Du côté du Parti populaire de Castille-La Manche, la défaite est sévère. Enregistrant une perte de 22 000 voix en quatre ans, les conservateurs abandonnent également trois mandats et se retrouvent avec une représentation parlementaire équivalente à celle de 1987, leur plus mauvaise année électorale jusqu'alors. L'écart avec le PSCM-PSOE, qui atteint 232 000 voix, n'a jamais été aussi important. Il recule dans les cinq provinces et ne dépasse les 40 % des suffrages que dans celle de Cuenca.

### Conséquences
Avant même la tenue de la session d'investiture, Adolfo Suárez Illana se retire de la vie politique après que José María Aznar lui a refusé le contrôle total du PPCLM. Le 26 juin, José Bono est investi président de la Junte des communautés pour un sixième mandat par 29 voix contre 18.